# Староселци
Староселци (болг. Староселци) — село в Болгарии. Находится в Плевенской области, входит в общину Искыр. Население составляет 1 136 человек.

## Политическая ситуация
В местном кметстве Староселци, в состав которого входит Староселци, должность кмета (старосты) исполняет Людмил Христов Иванов (Болгарская рабочая социал-демократическая партия (БСДП)) по результатам выборов правления кметства.
Кмет (мэр) общины Искыр — Валентин Василев Йорданов (коалиция в составе 2 партий: Политическое движение социал-демократов (ПДСД), ВМРО — Болгарское национальное движение) по результатам выборов в правление общины.